# Bördeland
Bördeland település Németországban, azon belül Szász-Anhalt tartományban. Lakosainak száma 7494 fő (2023. december 31.).

## Népesség
A település népességének változása:
| Lakosok száma | 7863 | 7550 | 7523 | 7499 | 7507 | 7494 |
|               | 2014 | 2017 | 2019 | 2021 | 2022 | 2023 |